# NGC 2954
NGC 2954 ist eine Elliptische Galaxie vom Hubble-Typ E3 mit aktivem Galaxienkern im Sternbild Löwe auf der Ekliptik. Sie ist schätzungsweise 166 Millionen Lichtjahre von der Milchstraße entfernt und hat einen Durchmesser von etwa 90.000 Lichtjahren. Vom Sonnensystem aus entfernt sich die Galaxie mit einer errechneten Radialgeschwindigkeit von näherungsweise 3.800 Kilometern pro Sekunde.
Die Typ-Ia-Supernova SN 1993C wurde hier beobachtet.
Im selben Himmelsareal befinden sich unter anderem die Galaxien PGC 27705, PGC 1464818, PGC 1469393, PGC 5059995.
Das Objekt wurde am 18. März 1836 von John Herschel entdeckt.